# André de Luxembourg
André de Luxembourg, né vers 1363 et mort en octobre   1396, est un prélat français  du XIVe siècle. Il est le fils de Guy de Luxembourg, comte de Ligny-en-Barrois et de Mahaut de Châtillon, comtesse de Saint-Pol, et le frère du cardinal Pierre de Luxembourg.
Après la mort de l'évêque Jean T'Serclaes en 1389, le duc de Bourgogne et le comte de Hainaut veulent comme évêque de Cambrai Jean, le fils du comte de Hainaut, Albert Ier. Le clergé suit ces vœux, mais l'antipape Clément VII n'approuve pas cette élection et nomme en 1390, André de Luxembourg, archidiacre à Rouen (ou à Dreux). André de Luxembourg fait partie de l'obédience d'Avignon et ne reçoit l'investiture de l'empereur  Venceslas qu'en 1395.
Une simple piqûre au doigt, négligée pendant longtemps, amène la gangrène et provoque sa mort en 1396. 
Son nom vient du fait qu'il était un descendant de 5ème génération de Henri V, comte de Luxembourg, appartenant à la branche française de la maison de Luxembourg. 

## Source
- La France pontificale, Cambrai, pp. 204 ff.